# Dechant Hoch- und Ingenieurbau
Die dechant hoch- und ingenieurbau gmbh ist ein mittelständisches Bauunternehmen mit Hauptsitz in Weismain. Das Familienunternehmen wird durch den Geschäftsführer Peter Dechant geleitet und beschäftigte im Jahr 2022 durchschnittlich 592 Mitarbeiter. Die Bauleistung des Unternehmens lag 2022 bei 175 Millionen Euro.

## Geschichte
Das Familienunternehmen wurde 1881 durch Peter Dechant mit Firmensitz in Weismain gegründet. 1921 übernahm der Sohn Georg Dechant den Betrieb. Dieser starb jedoch sehr früh 1927 und ab diesem Zeitpunkt übernahm seine Ehefrau Eva Dechant die Leitung. 1933 übergab sie die Unternehmensführung ihrem Sohn Michael Dechant. 30 Jahre später stieg der Sohn von Michael, Alois Dechant, als Bauleiter und Mitgeschäftsführer in das Unternehmen ein, um es zwei Jahre später, 1965 offiziell zu übernehmen.
Ab 1967 begann die Gründung diverser Fertigteilwerken in Weismain (1967), Horb am Main (1980), Dresden (1994) und Danzig und Sport (1995). Im Jahr 1981 feierte das Unternehmen sein 100-jähriges Firmenjubiläum. 1995 fand der Neubau und die Einweihung des repräsentativen Hauptverwaltungsgebäudes, des hochmodernen Designbeton-Fertigteilwerks sowie des Baufachmarktes in Weismain mit 4.500 Gästen statt. Um 2000 kam es zur Neugründung der dechant hoch- und ingenieurbau GmbH & Co KG. Neuer Geschäftsführer ist Peter Dechant. Der Firmensitz bleibt in Weismain.
11 Jahre später, findet 2011 eine Umfirmierung der dechant hoch- und ingenieurbau GmbH & Co KG in die dechant hoch- und ingenieurbau gmbh statt. Drei Jahre später zog das Unternehmen in das neue Verwaltungsgebäude in der Abt-Knauer-Straße in Weismain um.

## Unternehmensbereiche mit bedeutenden Projekten

### Hochbau
- Neckar Tower in Villingen-Schwenningen[1]
- Marie-Elisabeth-Lüders-Haus in Berlin[2]
- Freilichtbühne auf dem IGA-Gelände in Berlin[3]
- BMW Group Forschungs- und Innovationszentrum in München

### Schlüsselfertigbau
- Beka in Pottenstein-Wannberg[4]
- Novotel in Nürnberg[5]

### Ingenieurbau
- Brücke Probststraße in Stuttgart
- Parkhaus am Bahnhof in Ulm[6]

### Tiefbau
- Ortsumgehung Modschiedel[7]
- Regenwasserkanal/Schachtbauwerk in Schweinfurt[8]

### Sichtbeton
- Neue Meisterhäuser in Dessau-Roßlau[9]
- Niemeyer-Sphere in Leipzig[10]

### Megaprojekt Terminal 3 in Frankfurt
- Terminal 3, Fraport in Frankfurt[11]

## Besondere Projekte
- Radrennbahn Andreasried in Erfurt[12]
- Galileo-Kontrollzentrum, Oberpfaffenhofen[13]
- Strafjustizzentrum, München[14]

## Preise und Auszeichnungen

### 2009
- Auszeichnung „Bayerns Best 50“ als eines der wachstumsstärksten mittelständischen Unternehmen im Freistaat. Verliehen vom Bayrischen Staatsministerium für Wirtschaft, Landentwicklung und Energie

### 2010
- Sieg beim „Designpreis des oberfränkischen Handwerks“ für die einzigartige Expertise beim Rohbau des Galileo-Kontrollzentrums[15]
- Zweite Ernennung zu „Bayerns Best 50“ als eines der wachstumsstärksten mittelständischen Unternehmen in Bayern
- Würdigung mit dem „Bayrischen Staatspreis“ für gestalterische und technische Spitzenleistungen im Handwerk[16]

### 2011
- Gewinn des „Hessischen Holzbaupreises“ für die herausragende Ausführung des SMA Servicecenters in Niestetal.[17]

### 2014
- Sieg beim „Designpreis des oberfränkischen Handwerks“ für die exzellente Ausführung der Sichbetonarbeiten am Marie-Elisabeth-Lüders-Haus am Deutschen Bundestag[18]

### 2018
- Sieger beim bundesweiten „SchuleWirtschaft-Preis“[19]

### 2020
- Sieger beim renommierten „Großen Preis des Mittelstandes“[20]
- Preisträger beim bundesweiten „SchuleWirtschaft-Preis“[21]

### 2021
- Preisträger beim „Zukunftspreis“ der Handwerkskammer für Oberfranken für die außergewöhnliche Expertise beim Bau der Niemeyer-Sphere[22]
- Dritte Auszeichnung als „Bayern Best 50“ für die wachstumsstärksten Unternehmen im Freistaat[23]